# Asociación Deportiva Esparza PSL
La  Asociación Deportiva Esparza PSL es un club de fútbol de Costa Rica, con sede en la ciudad de Puntarenas.

## Historia
Fue fundado el 6 de abril de 2024, surgió como una fusión entre el equipo de Puntarenas San Luis de Puntarenas y la Asociación Deportiva Esparza, para participar en la Primera División de LINAFA en la temporada 2024-2025.
Tras 8 años, el pasado 17 de marzo de 2024, jugando bajo el nombre de Puntarenas San Luis la junta directiva decide retirarse del Torneo Clausura 2024 de Tercera División de Costa Rica en LINAFA debido al poco apoyo por parte de las autoridades locales de la Municipalidad de Puntarenas, por lo cual llegan a un acuerdo con la Municipalidad de Esparza y con el club de la ADR Esparza para fusionar ambos equipos y convertirlo en la AD Esparza PSL.

## Uniforme
- Uniforme titular: Camiseta azul, con líneas verdes pantaloneta negra y medias negras.
- Uniforme reserva: Camisa y pantalón gris con franjas azules.